# Triquèquids
Els triquèquids (Trichechidae) són una família de mamífers sirenis. Conté una subfamília extinta, els miosirenins, que visqueren des de l'Oligocè inferior fins al Miocè inferior, fa entre 16 i 33,9 milions d'anys, i una de vivent, els triquequins. Avui en dia, aquests últims estan representats pels manatís (Trichechus). El seu principal caràcter distintiu és l'aleta caudal arrodonida. En els individus joves, a més a més, aquesta aleta té una enforcadura al mig. No tenen dents incisives funcionals. Les apòfisis neurals i les costelles són robustes. Manquen de pelvis.